# Кадір Хас (стадіон)
«Кайсері Кадір Хас Шехір Стадіум» (тур. Kayseri Kadir Has Şehir Stadyumu) — багатофункціональний стадіон у місті Кайсері, Туреччина, домашня арена ФК «Кайсеріспор».

## Загальний опис
Стадіон побудований протягом 2007—2009 років та відкритий 8 березня 2009 року. Має потужність 32 864 глядачі. Під час національних матчів передбачено розширення на 7 500 стоячих місць. Обладнаний системами клімат-контролю та обігріву поля. Фасад та дах стадіону підтримують сталу температуру 4 °C 384 спеціальних нагрівачі, що запобігає намерзанню льоду та снігу на конструкції арени. Дренажна система поля не має доступу до підземних вод і працює за принципом замкненого циклу із системою автоматичного поливу. Фасад стадіону обладнаний світлодіодною світловою системою. Арена є центральним об'єктом спортивного комплексу Кайсері, до якого також входять олімпійський басейн, спортивна зала на 1 000 місць, футбольне поле із обладнаними сидячими глядацькими місцями на 1 100 осіб, три тенісних корти, кафе, ресторан, торговий центр. Загальна площа комплексу становить 196 тис м². Стадіон обладнаний аварійною системою електропостачання із трьох автономних електрогенераторів, що робить його єдиним у Туреччині із такою системою. Дах арени тримають надлегкі сталеві конструкції у вигляді арок, закріплені до основи конструкції споруди, що зумовлює відсутність опор даху на трибунах, в результаті чого всі місця мають однаково придатні для перегляду матчів умови. Система освітлення встановлена під дахом по периметру всього стадіону.
Арені присвоєно ім'я турецького підприємця та мецената Кадіра Хаса, який був одним зі спонсорів її будівництва.   